# Centro histórico de Lérida
El Centro histórico de Lérida, popularmente llamado  El Casc Antic (el Casco Antiguo), es una zona de la parte antigua de la ciudad de Lérida tradicionalmente dividida en dos distritos.
El área conocida bajo el nombre de Eje Comercial está centrada en la Calle San Antonio y la Calle Mayor, que recorren el trazado del Camino de Santiago, y que forman una de las principales vías de la ciudad (aun y siendo muy estrecha). Esta vía comienza en la Avenida de Cataluña y acaba en la plaza Paeria, que calca la estructura de pórticos de un foro romano, y donde está situado el ayuntamiento, conocido con el nombre de La Paeria. La Calle Mayor se cruza con la calle Caballeros, que acaba en el río Segre en la falda del cerro de la Seo Vieja, y que es donde se encuentra el Museo de Arte Jaime Morera. En la calle Caballeros se encuentra el Convento del Rosario, (que se encuentra en obras para hacer un Parador de Turismo) y el Oratorio de la Virgen de los Dolores.
En la Plaza del Depósito, situada cerca del extremo más elevado de la calle Caballeros, se encuentra el Museo del Agua. 
Actualmente es una zona relativamente decaída y con muchos edificios que se encuentran en mal estado de conservación. Sin embargo, se están proyectando un gran número de nuevas viviendas, como parte de una campaña de renovación urbanística que no se encuentra exenta de polémica, ya que ha puesto de manifiesto una situación de especulación inmobiliaria particularmente grave por ser la zona con la concentración más alta de inmigrantes, y principalmente habitada por personas de bajo poder adquisitivo. 
En 2006 fue incluido en el Plan de barrios de la Generalidad de Cataluña, que promueve proyectos de regeneración urbana en los barrios más desfavorecidos de Cataluña. 